# Symfonie nr. 2 (Brahms)
Johannes Brahms componeerde zijn Tweede Symfonie opus 73 in de zomer van 1877. Het werk kreeg als bijnaam de "Pastorale".

## Ontstaansgeschiedenis
Brahms was nog bezig met het piano-uittreksel van zijn 1e symfonie (waar hij 15 jaar mee bezig was geweest) toen hij in Pörtschach am Wörthersee in Karinthië aan de 2e symfonie begon. Deze symfonie in D had een volledig ander karakter: was de eerste (met zijn c-mineur) bijna tragisch te noemen; de tweede (in het opgeruimde D) was vriendelijk, zelfs vrolijk, met name in de (kortere) beide slotdelen. (De symfonie wordt ook wel -onder verwijzing naar de 6e symfonie van Beethoven als de Pastorale aangeduid). Het werk aan de symfonie vorderde voor Brahms doen zeer snel. Vrienden (Clara Schumann m.n.), uitgevers (Simrock en Cranz) kregen in de herfst van 1877 wat op de mouw gespeld (Brahms gaf bij Cranz en Frau von Herzogensberg bijvoorbeeld aan dat de nieuwe symfonie zo treurig zou zijn van karakter, dat de symfonie met een rouwrand zou moeten worden uit gegeven).
De première was door Brahms eerst in Berlijn gedacht maar het werd -na enig uitstel- de Wiener Philharmoniker onder Hans Richter. Het door hen voortreffelijk ingestudeerde werk had veel succes. Het succes op 10 januari 1878 onder Brahms in Leipzig was maar matig. De tweede symfonie werd nog sneller dan de eerste op vele plaatsen standaard repertoire. Brahms voltooide de correctie van partituur en klavieruittreksel (à quatre mains) in juli 1878, wederom in Pörtschach.

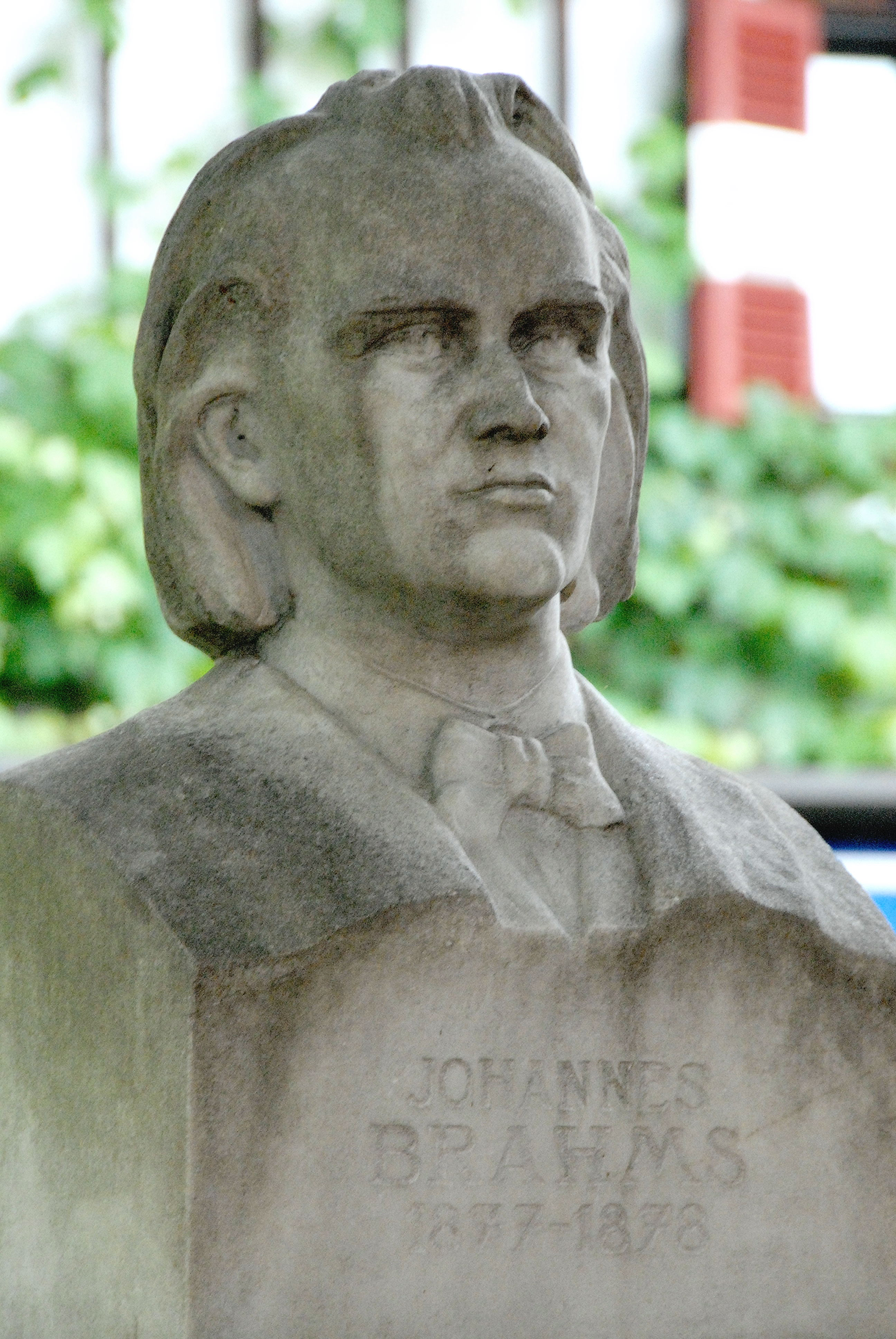
Buste van Brahms in Pörtschach

## Opbouw
De symfonie bestaat uit vier delen:
1. Allegro non troppo in D
2. Adagio non troppo in B
3. Allegretto grazioso (quasi andantino) in G
4. Allegro con spirito in D

De symfonie is georkestreerd voor 2 fluiten, 2 hobo's, 2 klarinetten, 2 fagotten, 4 hoorns, 2 trompetten, 3 trombones, tuba, pauken en strijkers.
De opbouw is die van een klassieke symfonie: met de twee hoekdelen in een levendig snel tempo en een tweede langzaam deel gevolgd door een scherzo

### I. Allegro non troppo
Cellos en contrabassen beginnen rustig. Hun eerste noten (d-cis-d) zijn de kern waaruit volgens de analyse van hen die de ideeën van Arnold Schönberg over de zich "ontwikkelende variatie" als typerend voor Brahms aanhangen, zich het hele deel ontwikkelt. De hoorns kondigen het thema aan, wat bij de houtblazers zich ontwikkelt en leidt tot een eerste forte (maat 58).
Een nieuw, tweede thema verschijnt in maat 82. De expositie kan (na maat 182) herhaald worden (al naar de smaak van de dirigent). Na de doorwerking (zie sonatevorm) komt het tweede thema terug in maat 370. Tegen het eind geeft Brahms (maat 497) de aanduiding (in tempe, sempre tranquillo) mee en dit is de sfeer waar het stuk tot het eind van is doordrongen.

### II. Adagio non troppo
Het enige Adagio wat bij Brahms als middendeel in zijn symfonieën voor komt. Het heeft een driedelige liedvorm, het middendeel heeft als aanduiding "L'istesso tempo, ma grazioso".
Het deel opent met een breed uitgesponnen "peinzende" melodie van de celli van 12 maten tegen fagotten en contrabassen. Vanhier uit ontwikkelt zich het -ook in heftiger passages thematisch steeds sterk verknoopt blijvende- stuk dat opnieuw rustig uit klinkt. De sfeer blijft die van (toch somber?) peinzen.

### III. Allegretto grazioso (quasi andantino)
Dit deel heeft de vorm van een lied met variaties, wat tot tweemaal toe omslaat in een snelle passage (Presto non assai)(als Trio aangeduid). De hobo opent met het dansante feitelijk het enige hoofdthema tegen pizzicato spelende celli. In het slot komt het thema terug als een warm klinkende, vloeiende kantilene.

### IV. Allegro con spirito
Onbekommerde vrolijkheid ("con spirito") is het kenmerk van dit in sonatevorm opgezette slotdeel.
Bewegelijke maar kalm ("sotto voce") klinkende strijkers (hoofdthema) worden in maat 23 abrupt door het volle orkest onderbroken. Als de opwinding voorbij is introduceren de violen het neventhema (in A en aangeduid als "largamente" (breed te spelen)(maat 78)). Het beginthema keert terug in 155 maar nu leidt dat niet opnieuw tot een uitbarsting maar begint hier de sectie met een doorwerking van het thema. Hier ook een "tranquillo" (rustig) gedeelte (maat 206). Het hoofdthema (maat 244) klinkt in de reprise gevolgd door weer de luide onderbreking ("forte") (maat 264). Na de korte doorwerking wordt het slot van de symfonie ingeleid met dalende luide akkoorden (maat 395 tot 412) waarin het neventhema ondergaat in een uitbarsting van koper en waarna de symfonie op triomfantelijke toon eindigt met het volle orkest en een roffel op de pauken.
Nr. 1 · Nr. 2, 'Pastorale' · Nr. 3 · Nr. 4